# Goudron de Norvège
Le goudron de Norvège est un terme de pharmacopée ancienne désignant un goudron de pin qui comme son nom l'indique provenait de Norvège. C'est par la suite devenu une expression valise, désignant un goudron de pin à destination pharmacologique, mais qui ne trouve plus aujourd'hui que des usages vétérinaires, botaniques et également en charpente navale traditionnelle.

## Pharmacopées anciennes
L'usage le plus ancien et le plus commun du goudron de pin va au calfatage des navires. Les Grecs parmi les premiers remplacent l'asphalte par le goudron de pin dans l'étanchéification des amphores et des bateaux, et la fabrication de goudron de pin est par la suite attestée partout en Europe et plus spécifiquement dans les pays scandinaves. Les archéologues ont trouvé les preuves que le goudron de pin était produit déjà aux alentours de 200 ap.J.-C en Suède. Les pays scandinaves ont sur leur territoire les bois gras de pin (pin sylvestre) en abondance, qui produisent un goudron – principalement suédois, appelé « Stockholmstjära » traduit en français par « brai de Stockholm » – le meilleur du marché. Le goudron de pin s'y extrait par pyrolyse du bois des racines du pin, quelques fois même cent ans après que le tronc a été coupé.
L'usage médicinal du goudron de pin est aussi très ancien. Le zopissa évoqué dans Pline l'ancien et dans Dioscoride (Livre I), désignait une poix raclée des navires, et macérée dans lʼeau de mer. Au XIXe siècle, on attribue à ce mélange une qualité discussive (qui dissipe, résout, par application externe, un engorgement) et résolutive, parce que cette poix et cette résine ont été macérées et pénétrées pendant longtemps par l’eau de la mer.
En 1747, l'évêque de Cloyne, George Berkeley, dans son traité Siris : a chain of philosophical reflexions and inquiries concerning the virtues of tar water, sur les vertus de l'eau de goudron (tar water) recommande le goudron de Norvège (Norway tar) de préférence à toute autre, et celui venant des colonies anglaises d'Amérique du Nord (il faut noter qu'à cette époque l'Angleterre s'est détournée du plus gros producteur de goudron de pin, la Suède pour ses munitions de marine, favorisant ses colonies, paradoxalement en raison d'une entente franco-suédoise, le goudron de pin scandinave pour la France est toujours suédois et non norvégien). Les dispensaires de Londres lui adresseraient tous les ans des lettres pour quarante fûts de goudron de Nordfjord, de couleur plus rougeâtre que tout autre. L'une des premières mentions de la locution « goudron de Norwege » se trouve dans la traduction française de l'ouvrage de Robert James, A Medicinal Dictionary paru en français un an plus tard (en 1748) et anglomanie aidant, l'expression fait son chemin en français à partir de cette époque. L'Encyclopédie (1757) renseigne toutefois qu'au moment où Berkeley enseigne l'usage thérapeutique de l’« eau de goudron, la qualité de substance altérée par le feu du goudron, et plus encore sa grande ténacité ou viscosité, l'ont banni de l’ordre des médicaments à usage interne; en sorte qu'en France ce n’est plus un remède. On peut aussi noter que dans l'Encyclopédie il n'est pas fait mention de goudron de Norvège, mais de goudron. Dans l'Encyclopédie méthodique de 1816 (Des irritations non phlegmasiques), le goudron de Norvège est à préférer sur tout autre goudron.
Par la suite à quelques exceptions près (en 1930 encore, un pharmacien de la ville d'Oulu, Yrjö Wilhelm Jalander inventa un bonbon à base de goudron, la Tjärpastiller; en France il y eut les pastilles Géraudel, les capsules Guyot, au « goudron de Finlande dit de Norwége », etc.) l'usage thérapeutique du goudron de pin fut abandonné.
Le « goudron de Norvège » est devenu un terme valise désignant généralement un goudron de pin de différentes provenances qui n'a plus qu'un usage vétérinaire.

## Usages courants
- Pour le cheval et l'âne : il sert à l'entretien du sabot, par applications sur la sole et la fourchette, en évitant le pourrissement en milieu humide, grâce à ses propriétés asséchantes et antiseptiques[10],
- La substance est également utilisée pour aider à cicatriser en enduisant les plaies de taille des arbres.

## Autres usages
De nombreux autres usages existent :
- pour la pêche sportive en incorporant quelques gouttes à l'amorce pour attirer des poissons comme la tanche,
- pour attirer les sangliers et les déparasiter des puces et tiques.
- en antiseptique cicatrisant pour les coussinets des chiens par pulvérisation,
- dans la composition de liqueur (liqueur de Paul Clacquesin : le Clacquesin).